# 浙江新木姜子
浙江新木姜子（学名：Neolitsea aurata var. chekiangensis）为樟科新木姜子属下的一个变种。